# Facteur accélérant le déclin
Pour les articles homonymes, voir DAF et DAF.
Le complément de Facteur Accélérant le Déclin, aussi connu comme CD55 ou DAF, (pour « Decay acceleration factor ») est une protéine, de type cluster de différenciation, qui, chez l'homme, est codée par le gène CD55.
DAF régule le système du complément. Il reconnaît les fragments C4b et C3b qui sont créées lors de l'activation des C4 (voie classique du complément et de la voie des lectines) et C3 (voie alternative du complément) . L'interaction de la DAF avec les cellules associées C4b de voies classique et lectine interfère avec la conversion de C2 à C2a, empêchant ainsi la formation de la C4b2a C3 convertase, et l'interaction de la DAF avec C3b de la voie alternative interfère avec la conversion du facteur B à Bb par le facteur D, empêchant ainsi la formation de la C3bBb C3 convertase de la voie alternative. Ainsi, en limitant l'amplification de la convertase de la cascade du complément, DAF va indirectement bloquer la formation du complexe d'attaque membranaire.
Cette glycoprotéine est largement distribué parmi les cellules hématopoïétiques et les cellules non hématopoïétiques. C'est un facteur déterminant pour le système de groupe sanguin Cromer.

## Structure
DAF est une protéine de la membrane de 70 kDa qui s'attache à la membrane cellulaire par l'intermédiaire d'un glycophosphatidylinositol d'ancrage (GPI).
DAF contient quatre complément des protéines de contrôle (CCP) se répète avec un seul N-glycane lié positionné entre CCP1 et CCP2. CCP2, CCP3, CCP4 et trois mandats consécutifs de la lysine résidus dans une charge positive poche entre CCP2 et CCP3 sont impliqués dans l'inhibition de l'alternative voie de complément. CCP2 et CCP3 seuls sont impliqués dans l'inhibition de la voie classique.

## Pathologie

### Hémoglobinurie paroxystique nocturne
Parce que DAF est une protéine GPI-ancrée, son expression est réduite chez les personnes possédant des mutations qui réduisent le niveau de GPI, tels que celles atteintes d'hémoglobinurie paroxystique nocturne. Dans cette mutation, les hématies possèdent une très faible quantité de DAF et de CD59 subissant une hémolyse des médiateurs du complément.

### Les maladies infectieuses
DAF est utilisé comme un récepteur par certains coxsackievirus et d'autres entérovirus. Une solution recombinante d'DAF-Fc a été testés chez la souris comme anti-entérovirus thérapie pour les dommages du cœur; cependant, les entérovirus humains qui ont été testés se lient beaucoup plus fortement au DAF de l'homme  que le DAF de la souris ou du rat. Échovirus et coxsackie B virus qui utilisent la DAF humaine en tant que récepteur et ne lient pas les DAF de rongeurs analogues. Et la DAF-Fc n'a pas encore été testée chez l'homme.

### Mutation du gène
Une mutation du gène, entraînant une déficience de la protéine, provoque un syndrome associant une entéropathie avec perte de protéines, des thromboses avec angiopathie et une hyperactivation du système du complément.